# Naturreservat Val Tovanella
Das Naturreservat Val Tovanella (italienisch Riserva naturale Val Tovanella) in Italien erstreckt sich über eine Fläche von etwa 1.040 Hektar in der Region Venetien und der norditalienischen Provinz Belluno. Das Naturreservat wurde 1971 als Schutzgebiet ausgewiesen.

## Geographische Lage
Das Naturreservat Val Tovanella befindet sich in der norditalienischen Provinz Belluno, in der Gemeinde Ospitale di Cadore. Es liegt in den östlichen Alpen, südwestlich der Dolomiten, und umfasst eine Fläche von rund 1.040 Hektar. Die Landschaft des Schutzgebiets ist geprägt von Geröllfeldern, steilen Felswänden, Schluchten.
Das Schutzgebiet grenzt im Westen an das Hochgebirge der östlichen Alpen, im Norden liegt die Gemeinde Auronzo di Cadore, im Osten erstreckt sich das Gebiet um den Passo Cimabanche, und im Süden verläuft der Fluss Piav.

## Flora und Fauna
In den felsigen Bereichen oberhalb der Vegetationsgrenze leben Adler und Gämsen. Auf den Lichtungen sind Birkhühner, Steinhühner sowie zahlreiche Hirsch- und Rehpopulationen anzutreffen. Der Bär, der 1995 auf dem Col Pelos gesichtet wurde, ist das Symboltier des Gebiets. Auch der Luchs ist in der Region vorhanden. Die Fichtenwälder bieten Lebensraum für Schwarzspecht und Auerhahn. Im unteren Bereich des Reservats dominieren Buchenwälder, in höheren Lagen Fichten und Lärchen. In trockeneren Gebieten wachsen Schwarzkiefern und Waldkiefern, während feuchtere Zonen Bergahorn, Esche, Bergulme und Linde aufweisen. Ab einer bestimmten Höhe wechseln die Waldkiefern zu Latschenkiefern und behaarten Rhododendron. Im Reservat kommen auch seltene Pflanzenarten wie die Moretti-Glockenblume, das Felsen-Raponzolo, die Monte-Baldo-Anemone und das Edelweiß vor.

## Geschichte und Schutzstatus
Das Reservat beherbergt ausgedehnte Gebiete mit Relikten der Kalkflora und ist geprägt von einem typischen Tannenwald, der seine ursprüngliche Struktur bewahrt hat und bereits im 14. Jahrhundert zur Zeit der Serenissima Berühmtheit erlangte. Ein dichtes Netz von Wegen, alten Holzkohlenmeilern und zeitweiligen künstlichen Dämmen entlang der Wasserläufe im Tal zeugt noch heute von der historischen Nutzung des Waldes. Außerdem finden sich hier Eichenrelikte und andere charakteristische Pflanzen des kalten Castanetum.
Das Schutzgebiet wird von der IUCN als Wildnisgebiet der Kategorie Ia anerkannt.